# Удачин, Сергей Александрович
Сергей Александрович Удачин (1903—1974) — советский учёный в области землеустройства, академик ВАСХНИЛ, Заслуженный деятель науки РСФСР (1963).

## Биография
Сергей Александрович Удачин родился 23 сентября 1903 года в деревне Табаево (ныне — Кораблинский район Рязанской области). В 1931 году он окончил Московский межевой институт, после чего работал в Научно-исследовательском институте организации территории сначала в качестве научного сотрудника, затем заместителя директора. Параллельно с научной деятельностью преподавал в Московском институте землеустройства, был деканом землеустроительного факультета, заведующим кафедрой землеустроительного проектирования. Участвовал в Великой Отечественной войне.
После демобилизации из Красной Армии Удачин вернулся к заведованию кафедрой землеустроительного проектирования Московского института инженеров землеустройства, возглавлял её в течение двадцати пяти лет. Кроме того, в течение восьми лет был проректором по научной и учебной работе в том же институте. С 1970 года до самой смерти Удачин работал профессором-консультантом на кафедре землеустроительного проектирования.
Сергей Александрович Удачин являлся крупным специалистом в области землеустройства и землепользования, создателем теории социалистического землеустройства и методики внутрихозяйственного землеустройства, основателем научных основ землеустройства как научной дисциплины, разработчиком инструкции по землеустройства совхозов. Он являлся автором свыше 150 научных работ, в том числе 8 монографий и 27 научных трудов. В 1964 году Удачин был избран академиком ВАСХНИЛ.
Умер 23 апреля 1974 года, похоронен на Введенском кладбище (29 уч.).

## Награды
Заслуженный деятель науки РСФСР, доктор экономических наук, профессор. Также был награждён двумя орденами Трудового Красного Знамени, орденами Красной Звезды и «Знак Почёта», а также рядом медалей, в том числе тремя медалями ВДНХ СССР.

## Память
На московской улице Казакова, на доме 15 установлена мемориальная доска из красного гранита с надписью: